# أناكليتوس
أناكليتوس هو بابا الكنيسة الكاثوليكية وقديس حسب المعتقدات المسيحية، كان ثالث من تولى أسقفية روما حسب قائمة بابوات الكنيسة الكاثوليكية الرسمية، وذلك بين عامي 79 وحتى 92 وقد خلفه البابا كليمنت الأول. في 14 فبراير 1961 أصدر البابا يوحنا الثالث والعشرون مرسوما بنقل تذكار البابا إلى 26 أبريل تحت اسم «عيد القديس أناكليتوس البابا وشهيد الإيمان». علمًا أن المؤرخين القدماء ومنهم يوسابيوس وإيريناوس والقديس أوغسطينوس اختلفوا في تسمية البابا، فبينما دعاه البعض أناكليتوس دعاه آخرون كليتوس، وقد حسم البابا يوحنا الثالث والعشرين الخلاف بتحديد اسمه أناكليتوس، وعمومًا فإن المؤرخين والنقاد الكاثوليك والغير الكاثوليك، لطالما أشاروا إلى أن كلا الشخصين واحد. بحيث أن الاسم الثاني مشتق من اللغة اليونانية.
بحسب التقليد، فإن البابا كان رومانيًا ومن مواطني روما، دامت حبريته اثني عشر عامًا، ويجدر بالذكر أن الدليل البابوي الذي يصدره سنويًا الكرسي الرسولي يقول بأن تواريخ بداية ونهاية البابوية ليست مؤكدة خلال القرنين الأولين، وغالبًا ما أعطيت فترته على أنها من 80 إلى 92. بحسب التقيد أيضًا، فإن البابا قسّم روما إلى 25 أبرشية وسام عددًا غير مؤكد من الكهنة الجدد. وعندما توفي، دفن بجوار سلفه حاليًا في كاتدرائية القديس بطرس داخل أسوار الفاتيكان، ويذكر اسمه في القداس الإلهي بحسب الطقس الكاثوليكي الروماني.